# Kopsia profunda
Kopsia profunda är en oleanderväxtart som beskrevs av Markgr.. Kopsia profunda ingår i släktet Kopsia och familjen oleanderväxter. Inga underarter finns listade i Catalogue of Life.